# Walter Bennett (cầu thủ bóng đá, sinh năm 1918)
Walter Bennett (15 tháng 12 năm 1918 – 2009) là một cầu thủ bóng đá người Anh thi đấu ở Football League cho Barnsley, Doncaster Rovers và Halifax Town.